# Záblesk
Záblesk je obecně krátký časový okamžik elektromagnetického záření. Pro lidské oko je pozorovatelný pouze v úzké oblasti viditelného záření (světla).

## Astronomie
V astronomii je záblesk definován například jako intenzivní krátkodobé zvýšení rádiového záření Slunce, které trvá až několik sekund. Řada záblesků jdoucí v krátkých intervalech za sebou je pozorována v tzv. šumové bouři.

## Fotografování
Ve fotografování se používá záblesková výbojka (lidově blesk) vydávající silný světelný tok ve viditelné oblasti spektra po krátkou dobu. Používá se pro osvětlení fotografovaného předmětu jednorázově nebo k vytvoření sledu záblesků – stroboskopického osvětlení pohybujícího se objektu a snímání fází pohybu objektu.

## Geodezie
V geodezii se při zaměřování trigonometrických sítí používají zábleskové heliotropy, což je zvlněná zrcadlová plocha otáčející se kolem svislé osy vlivem působeném větru. Otáčením této plochy dochází k zábleskům odráženého slunečního světla, jež jsou pozorovatelné na velké vzdálenosti.